# Жабенец
Жабенец — деревня в Струго-Красненском районе Псковской области России. Входит в состав сельского поселения «Новосельская волость».

## География
Находится на северо-востоке региона, в южной части района, в лесной местности у реки Чёрный, около озера Купальное и р. Лонна. Произрастает ольха, берёза, где есть пляж.
Уличная сеть не развита.

## История
Согласно Закону Псковской области от 28 февраля 2005 года деревня Жабенец вошла в состав образованного муниципального образования Цапельская волость.
До апреля 2015 года деревня Жабенец входила в Цапельскую волость.
В соответствии с Законом Псковской области от 30 марта 2015 года № 1508-ОЗ деревня Жабенец, вместе с другими селениями упраздненной Цапельской волости, вошла в состав образованного муниципального образования Новосельская волость.

## Население
| 2001 | 2002 | 2010 | 2011 |
| ---- | ---- | ---- | ---- |
| 44   | ↗50  | ↘31  | ↗47  |

## Инфраструктура
Личное подсобное хозяйство. Вывоз леса, деревообработка.
Почтовое отделение, обслуживающее д. Жабенец, — 181125; расположено в д. Цапелька.

## Транспорт
Просёлочные дороги к д. Гористо, Павлово и Алексеевка.